# Nakayoshi
《Nakayoshi》（日语：なかよし）是日本講談社發行的月刊少女漫畫雜誌。1954年12月創刊（1955年1月號）。《Nakayoshi》是日本三大少女漫畫雜誌之一。主要競爭對手是集英社的《Ribon》和小學館的《Ciao》。該雜誌的名字在日語中意為「好朋友」。
《Nakayoshi》的讀者對象和《Ribon》相似，即小學中學年至初中3年的少女，另外也不乏高中以上的讀者（以漫畫愛好者居多）。

## 歷史
2004年12月迎來創刊50周年。《Nakayoshi》為日本現存漫畫雜誌中歷史最久的刊物。
2014年12月迎來創刊60周年。

## 發行
1990年代初發行量開始增長。1994年《美少女戰士》系列連載時為鼎盛期，發行数達到200萬冊。1995年以後行銷量大幅度縮減，2006年末發行量為42萬冊。

## 主要連載作品
2025年1月（2025年1月號）連載中的作品。
| 作品名稱         | 作者（作畫） | 原作             | 起載號       | 備註                                 |
| ---------------- | ------------ | ---------------- | ------------ | ------------------------------------ |
|                  | 阿部百合子   | —                | 1976年01月号 |                                      |
| 光之美少女系列   | 上北雙子     | 東堂泉（原作）   | 2004年03月号 | 2023年3月号 《開闊天空！光之美少女》 |
|                  | 伊藤里       | —                | 2019年07月号 |                                      |
| 終究，與你相戀。 |              | —                | 2020年12月号 |                                      |
| 真珠美人鱼 aqua  | 花森小桃     | —                | 2021年09月号 | 《真珠美人鱼》的新章                 |
|                  |              | —                | 2021年12月号 |                                      |
|                  | 雨宮理真     | 天樹征丸（原作） | 2022年01月号 |                                      |
|                  |              | —                | 2022年11月号 |                                      |

## 過去連載作品
- 《缎带骑士》（手塚治虫，本作被認為是史上首次採用故事漫畫（日语：ストーリー漫画）模式的少女向漫畫作品）
- 《甜甜小公主》（倉金章介）
- 《天使之丘》（手塚治虫）
- 《小甜甜》（五十嵐優美子、水木杏子）
- 《TAMA-TAN》（小夏鈍帆）
- 《秋葉原電腦組》（ことぶきつかさ）
- （木村千歌）
- 《奇蹟女孩》（秋元奈美）
- 《製造王子計劃》（桃雪琴梨）
- 《美少女戰士》（武內直子）
- 《魔法騎士》（CLAMP）
- 《怪盜St. Tail》（立川惠）
- 《金魚注意報》（猫部猫）
- 《Da!Da!Da!》（川村美香）
- 《優女夢遊仙境》（花森小桃）
- 《麗佳公主》（征海未亞）
- 《夢之蠟筆王國》
- 《夢幻傳說》（立川惠）
- 《小魔女Doremi》（高梨靜江）
- 《庫洛魔法使》（CLAMP）
- 《東京喵喵》（征海未亞）
- 《點心公主》（小林深雪、安藤夏美）
- 《魔女的考驗》（安野夢洋子）
- 《真珠美人鱼》（花森小桃）
- 《Chu》（小夏鈍帆）
- （桃雪琴梨）
- 《守護甜心!》（PEACH-PIT）
- 《妖界領航員.露娜》（菊田珠智代）
- 《地狱少女》（永遠幸）
- 《ARISA～雙子迷情～》（安藤夏美）
- （遠山繪麻）
- 《百鬼戀亂》（鳥海佩卓（日语：鳥海ペドロ））
- 《戀愛雙子與青君的眼鏡》（山田Daisy）
- 《FAIRY TAIL魔導少年 藍色季風》（渡辺留衣、原作：真島浩）

## 外部連結
- なかよし公式サイト(「講談社コミックプラス」内) （页面存档备份，存于）
- なかよし編集部的X（前Twitter）
- YouTube上的なかよしTV頻道
- なかよし60周年記念ホームページ （页面存档备份，存于）
- 『りぼん』『なかよし』が生まれた時代 - まぼろしチャンネル'
- クリエイティブ・コア「なかよしオールスターズ めざせ学園アイドル」公式サイト